# Mirco Casassa
Mirco Casassa (Asti, 9 ottobre 1992) è un giocatore di calcio a 5 italiano, portiere del Latina.

## Carriera
Cresce nell'Asti, dove per anni, oltre a difendere i pali dell'under 21, svolge il ruolo di secondo portiere della prima squadra, alternandosi ai vari titolari succedutisi negli anni. In seguito alla rinuncia alla massima serie dei piemontesi, nell'estate del 2016 viene tesserato dall'Pescara come sostituto di Stefano Mammarella. Complice una serie di infortuni del collega di reparto, nel biennio successivo viene spesso schierato titolare.
Nell'estate 2019 lascia gli abruzzesi dopo tre stagione, trasferendosi al Latina.

## Palmarès

### Competizioni giovanili
- Coppa Italia Under-21: 1
Asti: 2012-13
- Campionato italiano: 2
Asti: 2015-16
A&S: 2017-18
- Coppa Italia: 4
Asti: 2011-12, 2014-15
A&S: 2017-18, 2018-19
- Winter Cup: 3
Asti: 2013-14, 2014-15
A&S: 2016-17
- Supercoppa italiana: 1
A&S: 2018